# Aculeococcus yongpingensis
Aculeococcus yongpingensis är en insektsart som beskrevs av Tang och Hao 1995. Aculeococcus yongpingensis ingår i släktet Aculeococcus och familjen filtsköldlöss. Inga underarter finns listade i Catalogue of Life.